# الماتن
الماتن قرية مغربية توجد في جماعة ايماون -إقليم تارودانت- بجهة سوس ماسة درعة.
تنشط بهذه القرية جمعية الماتن للتنمية والمستقبل، التي تقوم بمهرجان صيفي سنوي، تحيي فيه ثراث المنطقة من خلال أنشطة ثقافية واجتماعية وكذا رياضية.

## الموقع الجغرافي
قرية الماتن هي إحدى القرى الواقعة في إقليم تارودانت في المغرب. تتميز بموقعها الجغرافي الاستراتيجي الذي يتيح الوصول إلى المناظر الطبيعية الخلابة والمعالم السياحية القريبة.
حيث تتواجد بجماعة إيماون، قبيلة إيداوزكري بمنطقة مركز حد إيماون و الذي يضم عدة قرى بالإضافة للسوق الأسبوعي.

## التاريخ
تتمتع قرية الماتن بتاريخ طويل يعود إلى القدم حيث نجد في جبالها بعض الرسوم الصخرية التي تُعتبر من أبرز المعالم الأثرية التي تعود إلى عصور ما قبل التاريخ.  حيث تجسد هذه الرسوم مشاهد حيوانية وأشكال هندسية تعكس حياة وتقاليد شعوب تلك الحقبة. تُعد هذه الرسوم مصدراً هاماً لفهم تطور الفن والتواصل البشري في العصور القديمة. تُعتبر المواقع التي تحتوي على هذه الرسوم من أبرز الوجهات السياحية والبحثية في المغرب.
شهدت القرية تطورات متعددة عبر العصور، حيث تأثرت بالثقافات المختلفة التي مرت عليها، مما شكل تاريخها الثقافي والاجتماعي الأمازيغي.

## الاقتصاد
المقالة الرئيسية: السوق الأسبوعي حد إيماون
يعتمد اقتصاد القرية بشكل رئيسي على الزراعة رغم موجات الجفاف و الرعي الجائر، حيث كانت تشتهر بإنتاج اللوز و الزيتون و التين الشوكي. كما كان يعتبر العمل التقليدي والحرف اليدوية جزءًا من النشاط الاقتصادي في المنطقة.
وفي قطاع الخدمات يلعب السوق الأسبوعي حد ايماون دورا هاما حيت يحتوي على متاجر عدة و مقاهي تلبي متطلبات الساكنة و الزوار،

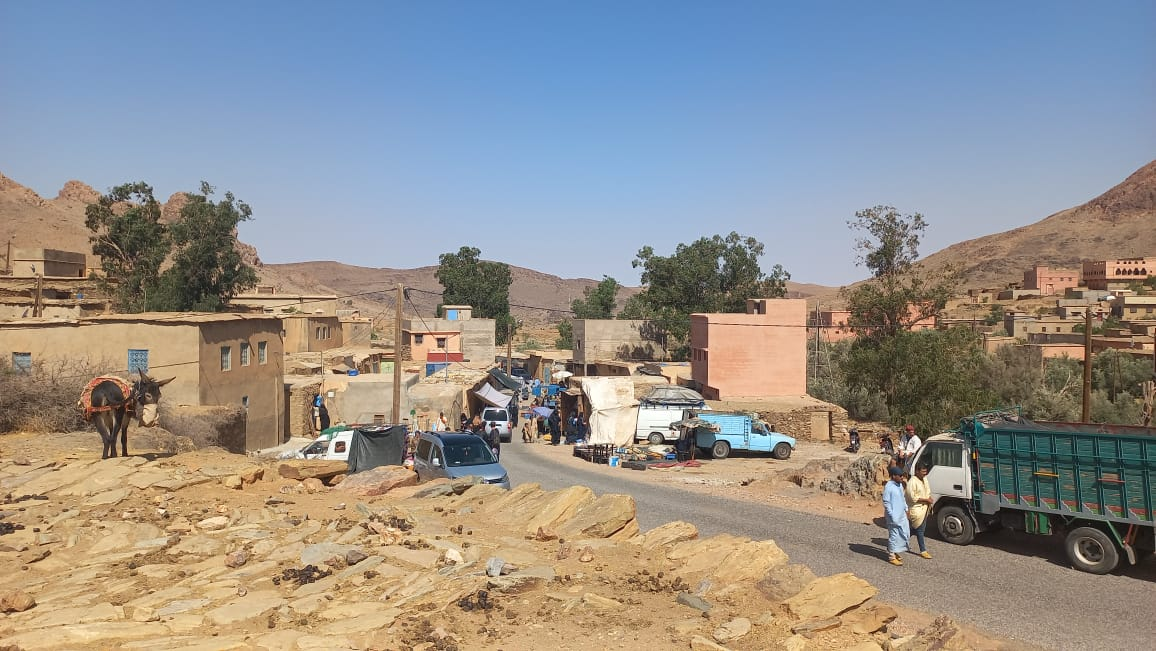
السوق الأسبوعي حد ايماون

## الثقافة والتقاليد
تعتبر القرية مركزًا للحفاظ على العادات والتقاليد المحلية. تشهد الماتن احتفالات ومهرجانات تقليدية مثل مهرجان أوسفان نتامونت الصيفي و الذي تسهر عليه جمعية إلماتن للتنمية و المستقبل، حيث يشارك السكان في الأنشطة الثقافية والفنية التي تعكس تراثهم العريق.

## السكان
يبلغ عدد سكان قرية الماتن حوالي 500 نسمة، ويشتهر سكانها بالضيافة والكرم. يعيشون حياة هادئة تنسجم مع الطبيعة، ويحرصون على الحفاظ على القيم المجتمعية.

## المعالم السياحية
تحتوي القرية على مجموعة من المعالم السياحية مثل عين توفاسور و مياهها الطبية العذبة و جبل تاسكشاشت اذس يحتوي على رسومات صخرية تعود لحقبة زمنية بعيدة. تقدم هذه المعالم تجربة مميزة للزوار الراغبين في استكشاف التراث الطبيعي والثقافي للمنطقة.